# Prowincja Chanthaburi
Chanthaburi (taj. จันทบุรี) – jedna z prowincji (changwat) Tajlandii. Sąsiaduje z prowincją Trat od południa, prowincjami Rayong, Chonburi, Chachoengsao i Sa Kaeo od północy oraz z Kambodżą. Prowincja leży nad zatoką Tajlandzką.